# Адміністративний устрій Томашпільського району
Адміністративний устрій Томашпільського району — адміністративно-територіальний поділ Томашпільського району Вінницької області на 2 селищні громади та 9 сільських рад, які об'єднують 34 населені пункти та підпорядковані Томашпільській районній раді. Адміністративний центр — смт Томашпіль.

## Список громадТомашпільського району
- Вапнярська селищна громада
- Томашпільська селищна громада

## Список радТомашпільського району(після створення громад)
| № | Назва                         | Центр            | Населені пункти                            | Площа км² | Місце за площею | Населення (2001), чол. | Місце за населенням |
| - | ----------------------------- | ---------------- | ------------------------------------------ | --------- | --------------- | ---------------------- | ------------------- |
| 1 | Великорусавська сільська рада | с. Велика Русава | с. Велика Русава                           |           |                 |                        |                     |
| 2 | Вербівська сільська рада      | с. Вербова       | с. Вербова                                 |           |                 |                        |                     |
| 3 | Височанська сільська рада     | с. Високе        | с. Високе                                  |           |                 |                        |                     |
| 4 | Гнатківська сільська рада     | с. Гнатків       | с. Гнатків с. Русава                       |           |                 |                        |                     |
| 5 | Комаргородська сільська рада  | с. Комаргород    | с. Комаргород с-ще Комаргородське          |           |                 |                        |                     |
| 6 | Липівська сільська рада       | с. Липівка       | с. Липівка с. Яришівка                     |           |                 |                        |                     |
| 7 | Марківська сільська рада      | с. Марківка      | с. Марківка с. Антопіль                    |           |                 |                        |                     |
| 8 | Олександрівська сільська рада | с. Олександрівка | с. Олександрівка с. Благодатне с. Забіляни |           |                 |                        |                     |
| 9 | Стінянська сільська рада      | с. Стіна         | с. Стіна                                   |           |                 |                        |                     |

## Список радТомашпільського району
| №  | Назва                          | Центр               | Населені пункти                            | Площа км² | Місце за площею | Населення (2001), чол. | Місце за населенням |
| -- | ------------------------------ | ------------------- | ------------------------------------------ | --------- | --------------- | ---------------------- | ------------------- |
| 1  | Вапнярська селищна рада        | смт Вапнярка        | смт Вапнярка                               |           |                 |                        |                     |
| 2  | Томашпільська селищна рада     | смт Томашпіль       | смт Томашпіль с-ще Горишківське            |           |                 |                        |                     |
| 3  | Антонівська сільська рада      | с. Антонівка        | с. Антонівка                               |           |                 |                        |                     |
| 4  | Великорусавська сільська рада  | с. Велика Русава    | с. Велика Русава                           |           |                 |                        |                     |
| 5  | Вербівська сільська рада       | с. Вербова          | с. Вербова                                 |           |                 |                        |                     |
| 6  | Вилянська сільська рада        | с. Вила             | с. Вила                                    |           |                 |                        |                     |
| 7  | Височанська сільська рада      | с. Високе           | с. Високе                                  |           |                 |                        |                     |
| 8  | Гнатківська сільська рада      | с. Гнатків          | с. Гнатків с. Русава                       |           |                 |                        |                     |
| 9  | Горишківська сільська рада     | с. Горишківка       | с. Горишківка                              |           |                 |                        |                     |
| 10 | Жолоб'янська сільська рада     | с. Жолоби           | с. Жолоби                                  |           |                 |                        |                     |
| 11 | Кислицька сільська рада        | с. Кислицьке        | с. Кислицьке                               |           |                 |                        |                     |
| 12 | Колоденська сільська рада      | с. Колоденка        | с. Колоденка                               |           |                 |                        |                     |
| 13 | Комаргородська сільська рада   | с. Комаргород       | с. Комаргород с-ще Комаргородське          |           |                 |                        |                     |
| 14 | Липівська сільська рада        | с. Липівка          | с. Липівка с. Яришівка                     |           |                 |                        |                     |
| 15 | Марківська сільська рада       | с. Марківка         | с. Марківка с. Антопіль                    |           |                 |                        |                     |
| 16 | Нетребівська сільська рада     | с. Нетребівка       | с. Нетребівка                              |           |                 |                        |                     |
| 17 | Олександрівська сільська рада  | с. Олександрівка    | с. Олександрівка с. Благодатне с. Забіляни |           |                 |                        |                     |
| 18 | Паланська сільська рада        | с. Паланка          | с. Паланка с. Вапнярки с. Касянівка        |           |                 |                        |                     |
| 19 | Пеньківська сільська рада      | с. Пеньківка        | с. Пеньківка                               |           |                 |                        |                     |
| 20 | Пилипо-Борівська сільська рада | с. Пилипи-Борівські | с. Пилипи-Борівські с. Калинка             |           |                 |                        |                     |
| 21 | Раківська сільська рада        | с. Ракова           | с. Ракова                                  |           |                 |                        |                     |
| 22 | Рожнятівська сільська рада     | с. Рожнятівка       | с. Рожнятівка                              |           |                 |                        |                     |
| 23 | Стінянська сільська рада       | с. Стіна            | с. Стіна                                   |           |                 |                        |                     |
| 24 | Яланецька сільська рада        | с. Яланець          | с. Яланець                                 |           |                 |                        |                     |

Скорочення: м. — місто, с. — село, смт — селище міського типу, с-ще — селище